# Tour de Grande-Bretagne 2022
Le Tour de Grande-Bretagne 2022 (officiellement : Tour of Britain) est la 82e édition de cette course cycliste par étapes masculine. Il a lieu en Grande-Bretagne du 4 au 11 septembre 2022. Il se déroule entre Aberdeen et l'Île de Wight et fait partie du calendrier UCI ProSeries 2022 en catégorie 2.Pro.
En raison du décès de la reine Élisabeth II, les trois dernières étapes sont annulées, les classements sont figés sur ceux de la cinquième étape, Gonzalo Serrano est déclaré vainqueur,.

## Présentation

### Parcours
Le Tour de Grande-Bretagne est tracé sur huit étapes.

### Équipes
| WorldTeams (5)- Bora-Hansgrohe - Ineos Grenadiers - Israel-Premier Tech - Movistar Team - Team DSM ProTeams (6)- Bardiani-CSF-Faizanè - Bingoal Pauwels Sauces WB - Caja Rural-Seguros RGA - Human Powered Health - Sport Vlaanderen-Baloise - Uno-X Pro Cycling Team Équipes continentales (6)- Global 6 Cycling - Team Qhubeka - Saint Piran - Ribble Weldtite Pro Cycling - WiV SunGod - Trinity Racing Équipe nationale- Grande-Bretagne |
| |

## Étapes
| Étape     | Date     | Villes étapes                  | type                      | Distance (km) | Dénivelé (m) | Vainqueur d'étape | Leader du classement général |
| --------- | -------- | ------------------------------ | ------------------------- | ------------- | ------------ | ----------------- | ---------------------------- |
| 1re étape | 4 sept.  | Aberdeen – Glenshee Ski Centre | étape de moyenne montagne | 181,3         | 2 309 m      | Corbin Strong     | Corbin Strong                |
| 2e étape  | 5 sept.  | Hawick – Duns                  | étape vallonnée           | 175,2         | 1 965 m      | Cees Bol          | Corbin Strong                |
| 3e étape  | 6 sept.  | Durham – Sunderland            | étape vallonnée           | 163,6         | 2 002 m      | Kamiel Bonneu     | Benjamin Perry               |
| 4e étape  | 7 sept.  | Redcar – Duncombe Park Lodge   | étape de moyenne montagne | 149,5         | 2 223 m      | Gonzalo Serrano   | Gonzalo Serrano              |
| 5e étape  | 8 sept.  | West Bridgford – Mansfield     | étape de plaine           | 186,8         | 1 421 m      | Jordi Meeus       | Gonzalo Serrano              |
| 6e étape  | 9 sept.  | Tewkesbury – Gloucester        | étape vallonnée           | 170,9         | 1 867 m      | annulé/abandonné  |                              |
| 7e étape  | 10 sept. | West Bay – Ferndown            | étape vallonnée           | 175,9         | 1 986 m      | annulé/abandonné  |                              |
| 8e étape  | 11 sept. | Ryde – The Needles             | étape de moyenne montagne | 148,9         | 1 828 m      | annulé/abandonné  |                              |

## Résultats

### 1reétape
| \| Classement de l'étape \| Classement de l'étape \| Classement de l'étape \| Classement de l'étape \| Classement de l'étape \| \| Coureur \| Coureur \| Pays \| Équipe \| Temps \| \| --------------------- \| --------------------- \| --------------------- \| ---------------------- \| --------------------- \| \| 1er \| Corbin Strong \| Nouvelle-Zélande \| Israel-Premier Tech \| 4 h 36 min 37 s \| \| 2e \| Omar Fraile \| Espagne \| Ineos Grenadiers \| + 0 s \| \| 3e \| Anders Johannessen \| Norvège \| Uno-X Pro Cycling Team \| + 0 s \| \| 4e \| Gonzalo Serrano \| Espagne \| Movistar Team \| + 0 s \| \| 5e \| Tom Pidcock \| Royaume-Uni \| Ineos Grenadiers \| + 0 s \| \| 6e \| Dylan Teuns \| Belgique \| Israel-Premier Tech \| + 0 s \| \| 7e \| Filippo Fiorelli \| Italie \| Bardiani CSF Faizanè \| + 0 s \| \| 8e \| Oscar Onley \| Royaume-Uni \| Team DSM \| + 0 s \| \| 9e \| Anthon Charmig \| Danemark \| Uno-X Pro Cycling Team \| + 0 s \| \| 10e \| Filippo Zana \| Italie \| Bardiani CSF Faizanè \| + 0 s \| |                    |                  |                        |                 |
| |                    |                  |                        |                 |
| Source : ProCyclingStats |                    |                  |                        |                 |
| Classement de l'étape |                    |                  |                        |                 |
| Coureur | Coureur            | Pays             | Équipe                 | Temps           |
| 1er | Corbin Strong      | Nouvelle-Zélande | Israel-Premier Tech    | 4 h 36 min 37 s |
| 2e | Omar Fraile        | Espagne          | Ineos Grenadiers       | + 0 s           |
| 3e | Anders Johannessen | Norvège          | Uno-X Pro Cycling Team | + 0 s           |
| 4e | Gonzalo Serrano    | Espagne          | Movistar Team          | + 0 s           |
| 5e | Tom Pidcock        | Royaume-Uni      | Ineos Grenadiers       | + 0 s           |
| 6e | Dylan Teuns        | Belgique         | Israel-Premier Tech    | + 0 s           |
| 7e | Filippo Fiorelli   | Italie           | Bardiani CSF Faizanè   | + 0 s           |
| 8e | Oscar Onley        | Royaume-Uni      | Team DSM               | + 0 s           |
| 9e | Anthon Charmig     | Danemark         | Uno-X Pro Cycling Team | + 0 s           |
| 10e | Filippo Zana       | Italie           | Bardiani CSF Faizanè   | + 0 s           |

| \| Classement général \| Classement général \| Classement général \| Classement général \| Classement général \| \| Coureur \| Coureur \| Pays \| Équipe \| Temps \| \| ------------------ \| ------------------ \| ------------------ \| ---------------------- \| ------------------ \| \| 1er \| Corbin Strong \| Nouvelle-Zélande \| Israel-Premier Tech \| 4 h 36 min 27 s \| \| 2e \| Omar Fraile \| Espagne \| Ineos Grenadiers \| + 4 s \| \| 3e \| Anders Johannessen \| Norvège \| Uno-X Pro Cycling Team \| + 6 s \| \| 4e \| Gonzalo Serrano \| Espagne \| Movistar Team \| + 10 s \| \| 5e \| Tom Pidcock \| Royaume-Uni \| Ineos Grenadiers \| + 10 s \| \| 6e \| Dylan Teuns \| Belgique \| Israel-Premier Tech \| + 10 s \| \| 7e \| Filippo Fiorelli \| Italie \| Bardiani CSF Faizanè \| + 10 s \| \| 8e \| Oscar Onley \| Royaume-Uni \| Team DSM \| + 10 s \| \| 9e \| Anthon Charmig \| Danemark \| Uno-X Pro Cycling Team \| + 10 s \| \| 10e \| Filippo Zana \| Italie \| Bardiani CSF Faizanè \| + 10 s \| |                    |                  |                        |                 |
| |                    |                  |                        |                 |
| Source : ProCyclingStats |                    |                  |                        |                 |
| Classement général |                    |                  |                        |                 |
| Coureur | Coureur            | Pays             | Équipe                 | Temps           |
| 1er | Corbin Strong      | Nouvelle-Zélande | Israel-Premier Tech    | 4 h 36 min 27 s |
| 2e | Omar Fraile        | Espagne          | Ineos Grenadiers       | + 4 s           |
| 3e | Anders Johannessen | Norvège          | Uno-X Pro Cycling Team | + 6 s           |
| 4e | Gonzalo Serrano    | Espagne          | Movistar Team          | + 10 s          |
| 5e | Tom Pidcock        | Royaume-Uni      | Ineos Grenadiers       | + 10 s          |
| 6e | Dylan Teuns        | Belgique         | Israel-Premier Tech    | + 10 s          |
| 7e | Filippo Fiorelli   | Italie           | Bardiani CSF Faizanè   | + 10 s          |
| 8e | Oscar Onley        | Royaume-Uni      | Team DSM               | + 10 s          |
| 9e | Anthon Charmig     | Danemark         | Uno-X Pro Cycling Team | + 10 s          |
| 10e | Filippo Zana       | Italie           | Bardiani CSF Faizanè   | + 10 s          |

### 2eétape
| \| Classement de l'étape \| Classement de l'étape \| Classement de l'étape \| Classement de l'étape \| Classement de l'étape \| \| Coureur \| Coureur \| Pays \| Équipe \| Temps \| \| --------------------- \| --------------------- \| --------------------- \| ------------------------- \| --------------------- \| \| 1er \| Cees Bol \| Pays-Bas \| Team DSM \| 4 h 08 min 35 s \| \| 2e \| Jake Stewart \| Royaume-Uni \| Grande-Bretagne \| + 0 s \| \| 3e \| Corbin Strong \| Nouvelle-Zélande \| Israel-Premier Tech \| + 0 s \| \| 4e \| Stanisław Aniołkowski \| Pologne \| Bingoal Pauwels Sauces WB \| + 0 s \| \| 5e \| Luke Lamperti \| États-Unis \| Trinity Racing \| + 0 s \| \| 6e \| Kenneth Van Rooy \| Belgique \| Sport Vlaanderen-Baloise \| + 0 s \| \| 7e \| Tom Pidcock \| Royaume-Uni \| Ineos Grenadiers \| + 0 s \| \| 8e \| Eduard Prades \| Espagne \| Caja Rural-Seguros RGA \| + 0 s \| \| 9e \| Jim Brown \| Royaume-Uni \| WiV SunGod \| + 0 s \| \| 10e \| Martin Marcellusi \| Italie \| Bardiani CSF Faizanè \| + 0 s \| |                       |                  |                           |                 |
| |                       |                  |                           |                 |
| Source : ProCyclingStats |                       |                  |                           |                 |
| Classement de l'étape |                       |                  |                           |                 |
| Coureur | Coureur               | Pays             | Équipe                    | Temps           |
| 1er | Cees Bol              | Pays-Bas         | Team DSM                  | 4 h 08 min 35 s |
| 2e | Jake Stewart          | Royaume-Uni      | Grande-Bretagne           | + 0 s           |
| 3e | Corbin Strong         | Nouvelle-Zélande | Israel-Premier Tech       | + 0 s           |
| 4e | Stanisław Aniołkowski | Pologne          | Bingoal Pauwels Sauces WB | + 0 s           |
| 5e | Luke Lamperti         | États-Unis       | Trinity Racing            | + 0 s           |
| 6e | Kenneth Van Rooy      | Belgique         | Sport Vlaanderen-Baloise  | + 0 s           |
| 7e | Tom Pidcock           | Royaume-Uni      | Ineos Grenadiers          | + 0 s           |
| 8e | Eduard Prades         | Espagne          | Caja Rural-Seguros RGA    | + 0 s           |
| 9e | Jim Brown             | Royaume-Uni      | WiV SunGod                | + 0 s           |
| 10e | Martin Marcellusi     | Italie           | Bardiani CSF Faizanè      | + 0 s           |

| \| Classement général \| Classement général \| Classement général \| Classement général \| Classement général \| \| Coureur \| Coureur \| Pays \| Équipe \| Temps \| \| ------------------ \| ------------------- \| ------------------ \| ------------------------ \| ------------------ \| \| 1er \| Corbin Strong \| Nouvelle-Zélande \| Israel-Premier Tech \| 8 h 44 min 58 s \| \| 2e \| Jake Stewart \| Royaume-Uni \| Grande-Bretagne \| + 8 s \| \| 3e \| Omar Fraile \| Espagne \| Ineos Grenadiers \| + 8 s \| \| 4e \| Anders Johannessen \| Norvège \| Uno-X Pro Cycling Team \| + 10 s \| \| 5e \| Tom Pidcock \| Royaume-Uni \| Ineos Grenadiers \| + 14 s \| \| 6e \| Gonzalo Serrano \| Espagne \| Movistar Team \| + 14 s \| \| 7e \| Kenneth Van Rooy \| Belgique \| Sport Vlaanderen-Baloise \| + 14 s \| \| 8e \| Felix Großschartner \| Autriche \| Bora-Hansgrohe \| + 14 s \| \| 9e \| Eduard Prades \| Espagne \| Caja Rural-Seguros RGA \| + 14 s \| \| 10e \| Filippo Fiorelli \| Italie \| Bardiani CSF Faizanè \| + 14 s \| |                     |                  |                          |                 |
| |                     |                  |                          |                 |
| Source : ProCyclingStats |                     |                  |                          |                 |
| Classement général |                     |                  |                          |                 |
| Coureur | Coureur             | Pays             | Équipe                   | Temps           |
| 1er | Corbin Strong       | Nouvelle-Zélande | Israel-Premier Tech      | 8 h 44 min 58 s |
| 2e | Jake Stewart        | Royaume-Uni      | Grande-Bretagne          | + 8 s           |
| 3e | Omar Fraile         | Espagne          | Ineos Grenadiers         | + 8 s           |
| 4e | Anders Johannessen  | Norvège          | Uno-X Pro Cycling Team   | + 10 s          |
| 5e | Tom Pidcock         | Royaume-Uni      | Ineos Grenadiers         | + 14 s          |
| 6e | Gonzalo Serrano     | Espagne          | Movistar Team            | + 14 s          |
| 7e | Kenneth Van Rooy    | Belgique         | Sport Vlaanderen-Baloise | + 14 s          |
| 8e | Felix Großschartner | Autriche         | Bora-Hansgrohe           | + 14 s          |
| 9e | Eduard Prades       | Espagne          | Caja Rural-Seguros RGA   | + 14 s          |
| 10e | Filippo Fiorelli    | Italie           | Bardiani CSF Faizanè     | + 14 s          |

### 3eétape
| \| Classement de l'étape \| Classement de l'étape \| Classement de l'étape \| Classement de l'étape \| Classement de l'étape \| \| Coureur \| Coureur \| Pays \| Équipe \| Temps \| \| --------------------- \| --------------------- \| --------------------- \| ------------------------- \| --------------------- \| \| 1er \| Kamiel Bonneu \| Belgique \| Sport Vlaanderen-Baloise \| 4 h 05 min 33 s \| \| 2e \| Benjamin Perry \| Canada \| WiV SunGod \| + 0 s \| \| 3e \| Alexandar Richardson \| Royaume-Uni \| Saint Piran \| + 2 s \| \| 4e \| Mathijs Paasschens \| Pays-Bas \| Bingoal Pauwels Sauces WB \| + 4 s \| \| 5e \| Jordi Meeus \| Belgique \| Bora-Hansgrohe \| + 7 s \| \| 6e \| Jake Stewart \| Royaume-Uni \| Grande-Bretagne \| + 7 s \| \| 7e \| Samuel Watson \| Royaume-Uni \| Grande-Bretagne \| + 7 s \| \| 8e \| Gonzalo Serrano \| Espagne \| Movistar Team \| + 7 s \| \| 9e \| Marius Mayrhofer \| Allemagne \| Team DSM \| + 7 s \| \| 10e \| Kenneth Van Rooy \| Belgique \| Sport Vlaanderen-Baloise \| + 7 s \| |                      |             |                           |                 |
| |                      |             |                           |                 |
| Source : ProCyclingStats |                      |             |                           |                 |
| Classement de l'étape |                      |             |                           |                 |
| Coureur | Coureur              | Pays        | Équipe                    | Temps           |
| 1er | Kamiel Bonneu        | Belgique    | Sport Vlaanderen-Baloise  | 4 h 05 min 33 s |
| 2e | Benjamin Perry       | Canada      | WiV SunGod                | + 0 s           |
| 3e | Alexandar Richardson | Royaume-Uni | Saint Piran               | + 2 s           |
| 4e | Mathijs Paasschens   | Pays-Bas    | Bingoal Pauwels Sauces WB | + 4 s           |
| 5e | Jordi Meeus          | Belgique    | Bora-Hansgrohe            | + 7 s           |
| 6e | Jake Stewart         | Royaume-Uni | Grande-Bretagne           | + 7 s           |
| 7e | Samuel Watson        | Royaume-Uni | Grande-Bretagne           | + 7 s           |
| 8e | Gonzalo Serrano      | Espagne     | Movistar Team             | + 7 s           |
| 9e | Marius Mayrhofer     | Allemagne   | Team DSM                  | + 7 s           |
| 10e | Kenneth Van Rooy     | Belgique    | Sport Vlaanderen-Baloise  | + 7 s           |

| \| Classement général \| Classement général \| Classement général \| Classement général \| Classement général \| \| Coureur \| Coureur \| Pays \| Équipe \| Temps \| \| ------------------ \| ------------------ \| ------------------ \| ------------------------- \| ------------------ \| \| 1er \| Benjamin Perry \| Canada \| WiV SunGod \| 12 h 50 min 31 s \| \| 2e \| Corbin Strong \| Nouvelle-Zélande \| Israel-Premier Tech \| + 7 s \| \| 3e \| Mathijs Paasschens \| Pays-Bas \| Bingoal Pauwels Sauces WB \| + 11 s \| \| 4e \| Jake Stewart \| Royaume-Uni \| Grande-Bretagne \| + 15 s \| \| 5e \| Omar Fraile \| Espagne \| Ineos Grenadiers \| + 15 s \| \| 6e \| Anders Johannessen \| Norvège \| Uno-X Pro Cycling Team \| + 17 s \| \| 7e \| Gonzalo Serrano \| Espagne \| Movistar Team \| + 21 s \| \| 8e \| Tom Pidcock \| Royaume-Uni \| Ineos Grenadiers \| + 21 s \| \| 9e \| Kenneth Van Rooy \| Belgique \| Sport Vlaanderen-Baloise \| + 21 s \| \| 10e \| Filippo Fiorelli \| Italie \| Bardiani CSF Faizanè \| + 21 s \| |                    |                  |                           |                  |
| |                    |                  |                           |                  |
| Source : ProCyclingStats |                    |                  |                           |                  |
| Classement général |                    |                  |                           |                  |
| Coureur | Coureur            | Pays             | Équipe                    | Temps            |
| 1er | Benjamin Perry     | Canada           | WiV SunGod                | 12 h 50 min 31 s |
| 2e | Corbin Strong      | Nouvelle-Zélande | Israel-Premier Tech       | + 7 s            |
| 3e | Mathijs Paasschens | Pays-Bas         | Bingoal Pauwels Sauces WB | + 11 s           |
| 4e | Jake Stewart       | Royaume-Uni      | Grande-Bretagne           | + 15 s           |
| 5e | Omar Fraile        | Espagne          | Ineos Grenadiers          | + 15 s           |
| 6e | Anders Johannessen | Norvège          | Uno-X Pro Cycling Team    | + 17 s           |
| 7e | Gonzalo Serrano    | Espagne          | Movistar Team             | + 21 s           |
| 8e | Tom Pidcock        | Royaume-Uni      | Ineos Grenadiers          | + 21 s           |
| 9e | Kenneth Van Rooy   | Belgique         | Sport Vlaanderen-Baloise  | + 21 s           |
| 10e | Filippo Fiorelli   | Italie           | Bardiani CSF Faizanè      | + 21 s           |

### 4eétape
| \| Classement de l'étape \| Classement de l'étape \| Classement de l'étape \| Classement de l'étape \| Classement de l'étape \| \| Coureur \| Coureur \| Pays \| Équipe \| Temps \| \| --------------------- \| --------------------- \| --------------------- \| ------------------------- \| --------------------- \| \| 1er \| Gonzalo Serrano \| Espagne \| Movistar Team \| 3 h 40 min 38 s \| \| 2e \| Tom Pidcock \| Royaume-Uni \| Ineos Grenadiers \| + 0 s \| \| 3e \| Dylan Teuns \| Belgique \| Israel-Premier Tech \| + 0 s \| \| 4e \| Omar Fraile \| Espagne \| Ineos Grenadiers \| + 1 s \| \| 5e \| Mathijs Paasschens \| Pays-Bas \| Bingoal Pauwels Sauces WB \| + 13 s \| \| 6e \| Samuel Watson \| Royaume-Uni \| Grande-Bretagne \| + 13 s \| \| 7e \| Kenneth Van Rooy \| Belgique \| Sport Vlaanderen-Baloise \| + 13 s \| \| 8e \| Enrico Battaglin \| Italie \| Bardiani CSF Faizanè \| + 13 s \| \| 9e \| Jack Rootkin-Gray \| Royaume-Uni \| Saint Piran \| + 13 s \| \| 10e \| Corbin Strong \| Nouvelle-Zélande \| Israel-Premier Tech \| + 13 s \| |                    |                  |                           |                 |
| |                    |                  |                           |                 |
| Source : ProCyclingStats |                    |                  |                           |                 |
| Classement de l'étape |                    |                  |                           |                 |
| Coureur | Coureur            | Pays             | Équipe                    | Temps           |
| 1er | Gonzalo Serrano    | Espagne          | Movistar Team             | 3 h 40 min 38 s |
| 2e | Tom Pidcock        | Royaume-Uni      | Ineos Grenadiers          | + 0 s           |
| 3e | Dylan Teuns        | Belgique         | Israel-Premier Tech       | + 0 s           |
| 4e | Omar Fraile        | Espagne          | Ineos Grenadiers          | + 1 s           |
| 5e | Mathijs Paasschens | Pays-Bas         | Bingoal Pauwels Sauces WB | + 13 s          |
| 6e | Samuel Watson      | Royaume-Uni      | Grande-Bretagne           | + 13 s          |
| 7e | Kenneth Van Rooy   | Belgique         | Sport Vlaanderen-Baloise  | + 13 s          |
| 8e | Enrico Battaglin   | Italie           | Bardiani CSF Faizanè      | + 13 s          |
| 9e | Jack Rootkin-Gray  | Royaume-Uni      | Saint Piran               | + 13 s          |
| 10e | Corbin Strong      | Nouvelle-Zélande | Israel-Premier Tech       | + 13 s          |

| \| Classement général \| Classement général \| Classement général \| Classement général \| Classement général \| \| Coureur \| Coureur \| Pays \| Équipe \| Temps \| \| ------------------ \| ------------------ \| ------------------ \| ------------------------- \| ------------------ \| \| 1er \| Gonzalo Serrano \| Espagne \| Movistar Team \| 16 h 31 min 15 s \| \| 2e \| Tom Pidcock \| Royaume-Uni \| Ineos Grenadiers \| + 7 s \| \| 3e \| Omar Fraile \| Espagne \| Ineos Grenadiers \| + 7 s \| \| 4e \| Benjamin Perry \| Canada \| WiV SunGod \| + 7 s \| \| 5e \| Dylan Teuns \| Belgique \| Israel-Premier Tech \| + 10 s \| \| 6e \| Corbin Strong \| Nouvelle-Zélande \| Israel-Premier Tech \| + 14 s \| \| 7e \| Mathijs Paasschens \| Pays-Bas \| Bingoal Pauwels Sauces WB \| + 18 s \| \| 8e \| Jake Stewart \| Royaume-Uni \| Grande-Bretagne \| + 22 s \| \| 9e \| Magnus Sheffield \| États-Unis \| Ineos Grenadiers \| + 24 s \| \| 10e \| Kenneth Van Rooy \| Belgique \| Sport Vlaanderen-Baloise \| + 28 s \| |                    |                  |                           |                  |
| |                    |                  |                           |                  |
| Source : ProCyclingStats |                    |                  |                           |                  |
| Classement général |                    |                  |                           |                  |
| Coureur | Coureur            | Pays             | Équipe                    | Temps            |
| 1er | Gonzalo Serrano    | Espagne          | Movistar Team             | 16 h 31 min 15 s |
| 2e | Tom Pidcock        | Royaume-Uni      | Ineos Grenadiers          | + 7 s            |
| 3e | Omar Fraile        | Espagne          | Ineos Grenadiers          | + 7 s            |
| 4e | Benjamin Perry     | Canada           | WiV SunGod                | + 7 s            |
| 5e | Dylan Teuns        | Belgique         | Israel-Premier Tech       | + 10 s           |
| 6e | Corbin Strong      | Nouvelle-Zélande | Israel-Premier Tech       | + 14 s           |
| 7e | Mathijs Paasschens | Pays-Bas         | Bingoal Pauwels Sauces WB | + 18 s           |
| 8e | Jake Stewart       | Royaume-Uni      | Grande-Bretagne           | + 22 s           |
| 9e | Magnus Sheffield   | États-Unis       | Ineos Grenadiers          | + 24 s           |
| 10e | Kenneth Van Rooy   | Belgique         | Sport Vlaanderen-Baloise  | + 28 s           |

### 5eétape
| \| Classement de l'étape \| Classement de l'étape \| Classement de l'étape \| Classement de l'étape \| Classement de l'étape \| \| Coureur \| Coureur \| Pays \| Équipe \| Temps \| \| --------------------- \| --------------------- \| --------------------- \| ------------------------- \| --------------------- \| \| 1er \| Jordi Meeus \| Belgique \| Bora-Hansgrohe \| 4 h 21 min 46 s \| \| 2e \| Stanisław Aniołkowski \| Pologne \| Bingoal Pauwels Sauces WB \| + 0 s \| \| 3e \| Tom Pidcock \| Royaume-Uni \| Ineos Grenadiers \| + 0 s \| \| 4e \| Samuel Watson \| Royaume-Uni \| Grande-Bretagne \| + 0 s \| \| 5e \| Aaron Van Poucke \| Belgique \| Sport Vlaanderen-Baloise \| + 0 s \| \| 6e \| Nicolò Parisini \| Italie \| Team Qhubeka \| + 0 s \| \| 7e \| Martin Marcellusi \| Italie \| Bardiani CSF Faizanè \| + 0 s \| \| 8e \| Filippo Fiorelli \| Italie \| Bardiani CSF Faizanè \| + 0 s \| \| 9e \| Corbin Strong \| Nouvelle-Zélande \| Israel-Premier Tech \| + 0 s \| \| 10e \| Jim Brown \| Royaume-Uni \| WiV SunGod \| + 0 s \| |                       |                  |                           |                 |
| |                       |                  |                           |                 |
| Source : ProCyclingStats |                       |                  |                           |                 |
| Classement de l'étape |                       |                  |                           |                 |
| Coureur | Coureur               | Pays             | Équipe                    | Temps           |
| 1er | Jordi Meeus           | Belgique         | Bora-Hansgrohe            | 4 h 21 min 46 s |
| 2e | Stanisław Aniołkowski | Pologne          | Bingoal Pauwels Sauces WB | + 0 s           |
| 3e | Tom Pidcock           | Royaume-Uni      | Ineos Grenadiers          | + 0 s           |
| 4e | Samuel Watson         | Royaume-Uni      | Grande-Bretagne           | + 0 s           |
| 5e | Aaron Van Poucke      | Belgique         | Sport Vlaanderen-Baloise  | + 0 s           |
| 6e | Nicolò Parisini       | Italie           | Team Qhubeka              | + 0 s           |
| 7e | Martin Marcellusi     | Italie           | Bardiani CSF Faizanè      | + 0 s           |
| 8e | Filippo Fiorelli      | Italie           | Bardiani CSF Faizanè      | + 0 s           |
| 9e | Corbin Strong         | Nouvelle-Zélande | Israel-Premier Tech       | + 0 s           |
| 10e | Jim Brown             | Royaume-Uni      | WiV SunGod                | + 0 s           |

| \| Classement général \| Classement général \| Classement général \| Classement général \| Classement général \| \| Coureur \| Coureur \| Pays \| Équipe \| Temps \| \| ------------------ \| ------------------ \| ------------------ \| ------------------------- \| ------------------ \| \| 1er \| Gonzalo Serrano \| Espagne \| Movistar Team \| 20 h 53 min 01 s \| \| 2e \| Tom Pidcock \| Royaume-Uni \| Ineos Grenadiers \| + 3 s \| \| 3e \| Omar Fraile \| Espagne \| Ineos Grenadiers \| + 7 s \| \| 4e \| Benjamin Perry \| Canada \| WiV SunGod \| + 7 s \| \| 5e \| Dylan Teuns \| Belgique \| Israel-Premier Tech \| + 10 s \| \| 6e \| Corbin Strong \| Nouvelle-Zélande \| Israel-Premier Tech \| + 14 s \| \| 7e \| Mathijs Paasschens \| Pays-Bas \| Bingoal Pauwels Sauces WB \| + 17 s \| \| 8e \| Jake Stewart \| Royaume-Uni \| Grande-Bretagne \| + 22 s \| \| 9e \| Alessandro Iacchi \| Italie \| Team Qhubeka \| + 24 s \| \| 10e \| Magnus Sheffield \| États-Unis \| Ineos Grenadiers \| + 24 s \| |                    |                  |                           |                  |
| |                    |                  |                           |                  |
| Source : ProCyclingStats |                    |                  |                           |                  |
| Classement général |                    |                  |                           |                  |
| Coureur | Coureur            | Pays             | Équipe                    | Temps            |
| 1er | Gonzalo Serrano    | Espagne          | Movistar Team             | 20 h 53 min 01 s |
| 2e | Tom Pidcock        | Royaume-Uni      | Ineos Grenadiers          | + 3 s            |
| 3e | Omar Fraile        | Espagne          | Ineos Grenadiers          | + 7 s            |
| 4e | Benjamin Perry     | Canada           | WiV SunGod                | + 7 s            |
| 5e | Dylan Teuns        | Belgique         | Israel-Premier Tech       | + 10 s           |
| 6e | Corbin Strong      | Nouvelle-Zélande | Israel-Premier Tech       | + 14 s           |
| 7e | Mathijs Paasschens | Pays-Bas         | Bingoal Pauwels Sauces WB | + 17 s           |
| 8e | Jake Stewart       | Royaume-Uni      | Grande-Bretagne           | + 22 s           |
| 9e | Alessandro Iacchi  | Italie           | Team Qhubeka              | + 24 s           |
| 10e | Magnus Sheffield   | États-Unis       | Ineos Grenadiers          | + 24 s           |

### 6eétape
L'étape est annulée en raison du décès de la reine Élisabeth II.

### 7eétape
L'étape est annulée en raison du décès de la reine Élisabeth II.

### 8eétape
L'étape est annulée en raison du décès de la reine Élisabeth II.

## Classements finals

### Classement général final
| \| Classement général \| Classement général \| Classement général \| Classement général \| Classement général \| \| Coureur \| Coureur \| Pays \| Équipe \| Temps \| \| ------------------ \| ------------------ \| ------------------ \| ------------------ \| ------------------ \| |         |      |        |       |
| |         |      |        |       |
| Source : ProCyclingStats |         |      |        |       |
| Classement général |         |      |        |       |
| Coureur | Coureur | Pays | Équipe | Temps |

## Évolution des classements
| Étape              | Vainqueur          | Classement général | Classement par points | Classement de la montagne | Classement des sprints | Classement par équipes   |
| ------------------ | ------------------ | ------------------ | --------------------- | ------------------------- | ---------------------- | ------------------------ |
| 1                  | Corbin Strong      | Corbin Strong      | Corbin Strong         | Stephen Bassett           | Matthew Teggart        | Uno-X Pro                |
| 2                  | Cees Bol           | Corbin Strong      | Corbin Strong         | Jacob Scott               | Matthew Teggart        | Sport Vlaanderen-Baloise |
| 3                  | Kamiel Bonneu      | Corbin Strong      | Corbin Strong         | Jacob Scott               | Matthew Teggart        | Sport Vlaanderen-Baloise |
| 4                  | Gonzalo Serrano    | Gonzalo Serrano    | Corbin Strong         | Mathijs Paasschens        | Matthew Teggart        | Ineos Grenadiers         |
| 5                  | Jordi Meeus        | Gonzalo Serrano    | Corbin Strong         | Mathijs Paasschens        | Matthew Teggart        | Ineos Grenadiers         |
| 6                  | annulée            | Gonzalo Serrano    | Corbin Strong         | Mathijs Paasschens        | Matthew Teggart        | Ineos Grenadiers         |
| 7                  | annulée            | Gonzalo Serrano    | Corbin Strong         | Mathijs Paasschens        | Matthew Teggart        | Ineos Grenadiers         |
| 8                  | annulée            | Gonzalo Serrano    | Corbin Strong         | Mathijs Paasschens        | Matthew Teggart        | Ineos Grenadiers         |
| Classements finals | Classements finals | Gonzalo Serrano    | Corbin Strong         | Mathijs Paasschens        | Matthew Teggart        | Ineos Grenadiers         |

## Liste des participants
| Ineos Grenadiers IGD | Ineos Grenadiers IGD     | Ineos Grenadiers IGD |
| -------------------- | ------------------------ | -------------------- |
| Num                  | Coureur                  | Pos                  |
| 1                    | Tom Pidcock (GBR)        |                      |
| 2                    | Andrey Amador (CRC)      |                      |
| 3                    | Omar Fraile (ESP)        |                      |
| 4                    | Michał Kwiatkowski (POL) |                      |
| 5                    | Richie Porte (AUS)       |                      |
| 6                    | Magnus Sheffield (USA)   |                      |

| Team DSM DSM | Team DSM DSM           | Team DSM DSM |
| ------------ | ---------------------- | ------------ |
| Num          | Coureur                | Pos          |
| 11           | Cees Bol (NED)         |              |
| 12           | Chris Hamilton (AUS)   |              |
| 13           | Leon Heinschke (GER)   |              |
| 14           | Marius Mayrhofer (GER) |              |
| 15           | Oscar Onley (GBR)      |              |
| 16           | Max Poole (GBR)        |              |

| Israel-Premier Tech IPT | Israel-Premier Tech IPT | Israel-Premier Tech IPT |
| ----------------------- | ----------------------- | ----------------------- |
| Num                     | Coureur                 | Pos                     |
| 21                      | Dylan Teuns (BEL)       |                         |
| 22                      | Alex Dowsett (GBR)      |                         |
| 23                      | Mason Hollyman (GBR)    |                         |
| 24                      | Reto Hollenstein (SUI)  |                         |
| 25                      | Corbin Strong (NZL)     |                         |
| 26                      | Michael Woods (CAN)     |                         |

| Ribble Weldtite Pro Cycling RWC | Ribble Weldtite Pro Cycling RWC | Ribble Weldtite Pro Cycling RWC |
| ------------------------------- | ------------------------------- | ------------------------------- |
| Num                             | Coureur                         | Pos                             |
| 31                              | Finn Crockett (GBR)             | NP-3                            |
| 32                              | Red Walters (GRN) (route)       | AB-4                            |
| 33                              | Zeb Kyffin (GBR)                |                                 |
| 34                              | Ross Lamb (GBR)                 |                                 |
| 35                              | Charlie Tanfield (GBR)          | AB-4                            |
| 36                              | Harry Tanfield (GBR)            | AB-3                            |

| Bingoal Pauwels Sauces WB BWB | Bingoal Pauwels Sauces WB BWB | Bingoal Pauwels Sauces WB BWB |
| ----------------------------- | ----------------------------- | ----------------------------- |
| Num                           | Coureur                       | Pos                           |
| 41                            | Stanisław Aniołkowski (POL)   |                               |
| 42                            | Cériel Desal (BEL)            |                               |
| 43                            | Johan Meens (BEL)             |                               |
| 44                            | Kenny Molly (BEL)             |                               |
| 45                            | Mathijs Paasschens (NED)      |                               |
| 46                            | Dimitri Peyskens (BEL)        |                               |

| Caja Rural-Seguros RGA CJR | Caja Rural-Seguros RGA CJR | Caja Rural-Seguros RGA CJR |
| -------------------------- | -------------------------- | -------------------------- |
| Num                        | Coureur                    | Pos                        |
| 51                         | Eduard Prades (ESP)        |                            |
| 52                         | Fernando Barceló (ESP)     |                            |
| 53                         | Jon Barrenetxea (ESP)      |                            |
| 54                         | Calum Johnston (GBR)       |                            |
| 55                         | Sergio Román Martín (ESP)  |                            |
| 56                         | Joel Nicolau (ESP)         |                            |

| Human Powered Health HPM | Human Powered Health HPM | Human Powered Health HPM |
| ------------------------ | ------------------------ | ------------------------ |
| Num                      | Coureur                  | Pos                      |
| 61                       | Matthew Gibson (GBR)     |                          |
| 62                       | Kristian Aasvold (NOR)   |                          |
| 63                       | Stephen Bassett (USA)    |                          |
| 64                       | August Jensen (NOR)      |                          |
| 65                       | Gavin Mannion (USA)      |                          |
| 66                       | Joey Rosskopf (USA)      |                          |

| Bora-Hansgrohe BOH | Bora-Hansgrohe BOH                | Bora-Hansgrohe BOH |
| ------------------ | --------------------------------- | ------------------ |
| Num                | Coureur                           | Pos                |
| 71                 | Nils Politt (GER) (route)         |                    |
| 72                 | Shane Archbold (NZL)              |                    |
| 73                 | Jordi Meeus (BEL)                 |                    |
| 74                 | Marco Haller (AUT)                | AB-1               |
| 75                 | Felix Großschartner (AUT) (route) |                    |
| 76                 | Lukas Pöstlberger (AUT)           |                    |

| WiV SunGod RDW | WiV SunGod RDW        | WiV SunGod RDW |
| -------------- | --------------------- | -------------- |
| Num            | Coureur               | Pos            |
| 81             | Jacob Scott (GBR)     |                |
| 82             | Jim Brown (GBR)       |                |
| 83             | Benjamin Perry (CAN)  |                |
| 84             | Robert Scott (GBR)    |                |
| 85             | Matthew Teggart (IRL) |                |
| 86             | Rory Townsend (IRL)   |                |

| Bardiani CSF Faizanè BCF | Bardiani CSF Faizanè BCF   | Bardiani CSF Faizanè BCF |
| ------------------------ | -------------------------- | ------------------------ |
| Num                      | Coureur                    | Pos                      |
| 91                       | Filippo Zana (ITA) (route) |                          |
| 92                       | Enrico Battaglin (ITA)     |                          |
| 93                       | Filippo Fiorelli (ITA)     |                          |
| 94                       | Davide Gabburo (ITA)       |                          |
| 95                       | Martin Marcellusi (ITA)    |                          |
| 96                       | Sacha Modolo (ITA)         |                          |

| Movistar Team MOV | Movistar Team MOV                  | Movistar Team MOV |
| ----------------- | ---------------------------------- | ----------------- |
| Num               | Coureur                            | Pos               |
| 101               | Iñigo Elosegui (ESP)               | AB-5              |
| 102               | Abner González (PUR)               | AB-3              |
| 103               | Matteo Jorgenson (USA)             | NP-4              |
| 104               | Imanol Erviti (ESP)                |                   |
| 105               | Óscar Rodríguez Garaicoechea (ESP) |                   |
| 106               | Gonzalo Serrano (ESP)              |                   |

| Uno-X Pro Cycling Team UXT | Uno-X Pro Cycling Team UXT   | Uno-X Pro Cycling Team UXT |
| -------------------------- | ---------------------------- | -------------------------- |
| Num                        | Coureur                      | Pos                        |
| 111                        | Anthon Charmig (DEN)         |                            |
| 112                        | Anders Johannessen (NOR)     |                            |
| 113                        | Martin Bugge Urianstad (NOR) |                            |
| 114                        | Niklas Larsen (DEN)          |                            |
| 115                        | Rasmus Tiller (NOR)          |                            |
| 116                        | Anders Skaarseth (NOR)       |                            |

| Saint Piran SPC | Saint Piran SPC            | Saint Piran SPC |
| --------------- | -------------------------- | --------------- |
| Num             | Coureur                    | Pos             |
| 121             | Alexandar Richardson (GBR) |                 |
| 122             | Adam Lewis (GBR)           |                 |
| 123             | Leon Mazzone (GBR)         |                 |
| 124             | Harry Birchill (GBR)       |                 |
| 125             | Cooper Sayers (AUS)        |                 |
| 126             | Jack Rootkin-Gray (GBR)    |                 |

| Global 6 Cycling GLC | Global 6 Cycling GLC   | Global 6 Cycling GLC |
| -------------------- | ---------------------- | -------------------- |
| Num                  | Coureur                | Pos                  |
| 131                  | James Mitri (NZL)      |                      |
| 132                  | Kiaan Watts (NZL)      |                      |
| 133                  | Dylan Sunderland (AUS) |                      |
| 134                  | Nícolas Sessler (BRA)  |                      |
| 135                  | Ukko Peltonen (FIN)    | NP-4                 |
| 136                  | Conor Schunk (USA)     | NP-3                 |

| Team Qhubeka T4Q | Team Qhubeka T4Q        | Team Qhubeka T4Q |
| ---------------- | ----------------------- | ---------------- |
| Num              | Coureur                 | Pos              |
| 141              | Negasi Abreha (ETH)     |                  |
| 142              | Nahom Zerai (ERI)       |                  |
| 143              | Luca Coati (ITA)        | NP-4             |
| 144              | Alessandro Iacchi (ITA) |                  |
| 145              | Nicolò Parisini (ITA)   |                  |
| 146              | Travis Stedman (RSA)    |                  |

| Grande-Bretagne GBR | Grande-Bretagne GBR | Grande-Bretagne GBR |
| ------------------- | ------------------- | ------------------- |
| Num                 | Coureur             | Pos                 |
| 151                 | Connor Swift        |                     |
| 152                 | Robert Donaldson    |                     |
| 153                 | Jake Stewart        |                     |
| 154                 | Samuel Watson       |                     |
| 155                 | Joshua Giddings     |                     |
| 156                 | Josh Charlton       |                     |

| Sport Vlaanderen-Baloise SVB | Sport Vlaanderen-Baloise SVB | Sport Vlaanderen-Baloise SVB |
| ---------------------------- | ---------------------------- | ---------------------------- |
| Num                          | Coureur                      | Pos                          |
| 161                          | Kamiel Bonneu (BEL)          |                              |
| 162                          | Lindsay De Vylder (BEL)      |                              |
| 163                          | Julian Mertens (BEL)         |                              |
| 164                          | Aaron Van Poucke (BEL)       |                              |
| 165                          | Kenneth Van Rooy (BEL)       |                              |
| 166                          | Ward Vanhoof (BEL)           |                              |

| Trinity Racing TRI | Trinity Racing TRI   | Trinity Racing TRI |
| ------------------ | -------------------- | ------------------ |
| Num                | Coureur              | Pos                |
| 171                | Luke Lamperti (USA)  |                    |
| 172                | Sam Culverwell (GBR) |                    |
| 173                | Thomas Gloag (GBR)   |                    |
| 174                | Lukas Nerurkar (GBR) |                    |
| 175                | Oliver Rees (GBR)    |                    |
| 176                | Liam Johnston (AUS)  |                    |

| Ineos Grenadiers IGD | Ineos Grenadiers IGD     | Ineos Grenadiers IGD |
| -------------------- | ------------------------ | -------------------- |
| Num                  | Coureur                  | Pos                  |
| 1                    | Tom Pidcock (GBR)        |                      |
| 2                    | Andrey Amador (CRC)      |                      |
| 3                    | Omar Fraile (ESP)        |                      |
| 4                    | Michał Kwiatkowski (POL) |                      |
| 5                    | Richie Porte (AUS)       |                      |
| 6                    | Magnus Sheffield (USA)   |                      |

| Team DSM DSM | Team DSM DSM           | Team DSM DSM |
| ------------ | ---------------------- | ------------ |
| Num          | Coureur                | Pos          |
| 11           | Cees Bol (NED)         |              |
| 12           | Chris Hamilton (AUS)   |              |
| 13           | Leon Heinschke (GER)   |              |
| 14           | Marius Mayrhofer (GER) |              |
| 15           | Oscar Onley (GBR)      |              |
| 16           | Max Poole (GBR)        |              |

| Israel-Premier Tech IPT | Israel-Premier Tech IPT | Israel-Premier Tech IPT |
| ----------------------- | ----------------------- | ----------------------- |
| Num                     | Coureur                 | Pos                     |
| 21                      | Dylan Teuns (BEL)       |                         |
| 22                      | Alex Dowsett (GBR)      |                         |
| 23                      | Mason Hollyman (GBR)    |                         |
| 24                      | Reto Hollenstein (SUI)  |                         |
| 25                      | Corbin Strong (NZL)     |                         |
| 26                      | Michael Woods (CAN)     |                         |

| Ribble Weldtite Pro Cycling RWC | Ribble Weldtite Pro Cycling RWC | Ribble Weldtite Pro Cycling RWC |
| ------------------------------- | ------------------------------- | ------------------------------- |
| Num                             | Coureur                         | Pos                             |
| 31                              | Finn Crockett (GBR)             | NP-3                            |
| 32                              | Red Walters (GRN) (route)       | AB-4                            |
| 33                              | Zeb Kyffin (GBR)                |                                 |
| 34                              | Ross Lamb (GBR)                 |                                 |
| 35                              | Charlie Tanfield (GBR)          | AB-4                            |
| 36                              | Harry Tanfield (GBR)            | AB-3                            |

| Bingoal Pauwels Sauces WB BWB | Bingoal Pauwels Sauces WB BWB | Bingoal Pauwels Sauces WB BWB |
| ----------------------------- | ----------------------------- | ----------------------------- |
| Num                           | Coureur                       | Pos                           |
| 41                            | Stanisław Aniołkowski (POL)   |                               |
| 42                            | Cériel Desal (BEL)            |                               |
| 43                            | Johan Meens (BEL)             |                               |
| 44                            | Kenny Molly (BEL)             |                               |
| 45                            | Mathijs Paasschens (NED)      |                               |
| 46                            | Dimitri Peyskens (BEL)        |                               |

| Caja Rural-Seguros RGA CJR | Caja Rural-Seguros RGA CJR | Caja Rural-Seguros RGA CJR |
| -------------------------- | -------------------------- | -------------------------- |
| Num                        | Coureur                    | Pos                        |
| 51                         | Eduard Prades (ESP)        |                            |
| 52                         | Fernando Barceló (ESP)     |                            |
| 53                         | Jon Barrenetxea (ESP)      |                            |
| 54                         | Calum Johnston (GBR)       |                            |
| 55                         | Sergio Román Martín (ESP)  |                            |
| 56                         | Joel Nicolau (ESP)         |                            |

| Human Powered Health HPM | Human Powered Health HPM | Human Powered Health HPM |
| ------------------------ | ------------------------ | ------------------------ |
| Num                      | Coureur                  | Pos                      |
| 61                       | Matthew Gibson (GBR)     |                          |
| 62                       | Kristian Aasvold (NOR)   |                          |
| 63                       | Stephen Bassett (USA)    |                          |
| 64                       | August Jensen (NOR)      |                          |
| 65                       | Gavin Mannion (USA)      |                          |
| 66                       | Joey Rosskopf (USA)      |                          |

| Bora-Hansgrohe BOH | Bora-Hansgrohe BOH                | Bora-Hansgrohe BOH |
| ------------------ | --------------------------------- | ------------------ |
| Num                | Coureur                           | Pos                |
| 71                 | Nils Politt (GER) (route)         |                    |
| 72                 | Shane Archbold (NZL)              |                    |
| 73                 | Jordi Meeus (BEL)                 |                    |
| 74                 | Marco Haller (AUT)                | AB-1               |
| 75                 | Felix Großschartner (AUT) (route) |                    |
| 76                 | Lukas Pöstlberger (AUT)           |                    |

| WiV SunGod RDW | WiV SunGod RDW        | WiV SunGod RDW |
| -------------- | --------------------- | -------------- |
| Num            | Coureur               | Pos            |
| 81             | Jacob Scott (GBR)     |                |
| 82             | Jim Brown (GBR)       |                |
| 83             | Benjamin Perry (CAN)  |                |
| 84             | Robert Scott (GBR)    |                |
| 85             | Matthew Teggart (IRL) |                |
| 86             | Rory Townsend (IRL)   |                |

| Bardiani CSF Faizanè BCF | Bardiani CSF Faizanè BCF   | Bardiani CSF Faizanè BCF |
| ------------------------ | -------------------------- | ------------------------ |
| Num                      | Coureur                    | Pos                      |
| 91                       | Filippo Zana (ITA) (route) |                          |
| 92                       | Enrico Battaglin (ITA)     |                          |
| 93                       | Filippo Fiorelli (ITA)     |                          |
| 94                       | Davide Gabburo (ITA)       |                          |
| 95                       | Martin Marcellusi (ITA)    |                          |
| 96                       | Sacha Modolo (ITA)         |                          |

| Movistar Team MOV | Movistar Team MOV                  | Movistar Team MOV |
| ----------------- | ---------------------------------- | ----------------- |
| Num               | Coureur                            | Pos               |
| 101               | Iñigo Elosegui (ESP)               | AB-5              |
| 102               | Abner González (PUR)               | AB-3              |
| 103               | Matteo Jorgenson (USA)             | NP-4              |
| 104               | Imanol Erviti (ESP)                |                   |
| 105               | Óscar Rodríguez Garaicoechea (ESP) |                   |
| 106               | Gonzalo Serrano (ESP)              |                   |

| Uno-X Pro Cycling Team UXT | Uno-X Pro Cycling Team UXT   | Uno-X Pro Cycling Team UXT |
| -------------------------- | ---------------------------- | -------------------------- |
| Num                        | Coureur                      | Pos                        |
| 111                        | Anthon Charmig (DEN)         |                            |
| 112                        | Anders Johannessen (NOR)     |                            |
| 113                        | Martin Bugge Urianstad (NOR) |                            |
| 114                        | Niklas Larsen (DEN)          |                            |
| 115                        | Rasmus Tiller (NOR)          |                            |
| 116                        | Anders Skaarseth (NOR)       |                            |

| Saint Piran SPC | Saint Piran SPC            | Saint Piran SPC |
| --------------- | -------------------------- | --------------- |
| Num             | Coureur                    | Pos             |
| 121             | Alexandar Richardson (GBR) |                 |
| 122             | Adam Lewis (GBR)           |                 |
| 123             | Leon Mazzone (GBR)         |                 |
| 124             | Harry Birchill (GBR)       |                 |
| 125             | Cooper Sayers (AUS)        |                 |
| 126             | Jack Rootkin-Gray (GBR)    |                 |

| Global 6 Cycling GLC | Global 6 Cycling GLC   | Global 6 Cycling GLC |
| -------------------- | ---------------------- | -------------------- |
| Num                  | Coureur                | Pos                  |
| 131                  | James Mitri (NZL)      |                      |
| 132                  | Kiaan Watts (NZL)      |                      |
| 133                  | Dylan Sunderland (AUS) |                      |
| 134                  | Nícolas Sessler (BRA)  |                      |
| 135                  | Ukko Peltonen (FIN)    | NP-4                 |
| 136                  | Conor Schunk (USA)     | NP-3                 |

| Team Qhubeka T4Q | Team Qhubeka T4Q        | Team Qhubeka T4Q |
| ---------------- | ----------------------- | ---------------- |
| Num              | Coureur                 | Pos              |
| 141              | Negasi Abreha (ETH)     |                  |
| 142              | Nahom Zerai (ERI)       |                  |
| 143              | Luca Coati (ITA)        | NP-4             |
| 144              | Alessandro Iacchi (ITA) |                  |
| 145              | Nicolò Parisini (ITA)   |                  |
| 146              | Travis Stedman (RSA)    |                  |

| Grande-Bretagne GBR | Grande-Bretagne GBR | Grande-Bretagne GBR |
| ------------------- | ------------------- | ------------------- |
| Num                 | Coureur             | Pos                 |
| 151                 | Connor Swift        |                     |
| 152                 | Robert Donaldson    |                     |
| 153                 | Jake Stewart        |                     |
| 154                 | Samuel Watson       |                     |
| 155                 | Joshua Giddings     |                     |
| 156                 | Josh Charlton       |                     |

| Sport Vlaanderen-Baloise SVB | Sport Vlaanderen-Baloise SVB | Sport Vlaanderen-Baloise SVB |
| ---------------------------- | ---------------------------- | ---------------------------- |
| Num                          | Coureur                      | Pos                          |
| 161                          | Kamiel Bonneu (BEL)          |                              |
| 162                          | Lindsay De Vylder (BEL)      |                              |
| 163                          | Julian Mertens (BEL)         |                              |
| 164                          | Aaron Van Poucke (BEL)       |                              |
| 165                          | Kenneth Van Rooy (BEL)       |                              |
| 166                          | Ward Vanhoof (BEL)           |                              |

| Trinity Racing TRI | Trinity Racing TRI   | Trinity Racing TRI |
| ------------------ | -------------------- | ------------------ |
| Num                | Coureur              | Pos                |
| 171                | Luke Lamperti (USA)  |                    |
| 172                | Sam Culverwell (GBR) |                    |
| 173                | Thomas Gloag (GBR)   |                    |
| 174                | Lukas Nerurkar (GBR) |                    |
| 175                | Oliver Rees (GBR)    |                    |
| 176                | Liam Johnston (AUS)  |                    |